# 多果省藤
多果省藤（学名：Calamus walkeri）又名短穗省藤，为棕榈科省藤属下的一个种。

## 扩展阅读
- 維基物種上的相關：多果省藤